# Blaniulus atticus
Blaniulus atticus är en mångfotingart som beskrevs av Karl Wilhelm Verhoeff 1925. Blaniulus atticus ingår i släktet Blaniulus och familjen pärlbandsfotingar. Inga underarter finns listade i Catalogue of Life.